# Lynx issiodorensis
Lynx issiodorensis (лат.) — вымерший вид рысей, который жил в Европе и Северной Америке в эпоху плейстоцена, и, возможно, возник в Африке в конце плиоцена. Вид назван в честь французского города Исуар, где были впервые обнаружены ископаемые кости Lynx issiodorensis вблизи горы Перье в начале XIX века. Как правило, L. issiodorensis считается предком всех четырех современных видов рыси.

## Строение
Скелет напоминает современных рысей, но вид имел более короткие и крепкие конечности, относительно более крупную голову и длинную шею. В результате, L. issiodorensis больше напоминал типичных представителей рода Felis, чем его потомки. Однако, он имел довольно короткий хвост и 28 зубов.

## Распространение
Древнейшие окаменелости были обнаружены в Южной Африке (датировано 4 млн лет назад), Северной Америке (2,6 млн лет назад), Евразии (3,5 млн лет назад). L. issiodorensis исчезли примерно 500 000 лет назад.